# Absecon
Absecon est une ville de l'État américain du New Jersey, située dans le comté d'Atlantic.
Selon le recensement de 2010, sa population est de 8 411 habitants. La municipalité s'étend sur 7,29 milles carrés (18,88 km2), dont 1,90 milles carrés (4,92 km2) d'étendues d'eau.
La ville doit son nom à une tribu amérindienne « Absogami », qui signifie « petit ruisseau ».